# 新华街道 (大庆市)
新华街道，是中华人民共和国黑龙江省大庆市大同区下辖的一个乡镇级行政单位。

## 行政区划
新华街道下辖以下地区：
新电社区和新兴社区。